# Папахристо, Григорий Аргирович
Григорий Аргирович Папахристо (1780—1848) — вице-адмирал, член Аудиториатского департамента Морского министерства,

## Биография
Родился в 1780 году. Воспитывался в Корпусе чужестранных единоверцев, при закрытии которого в декабре 1796 года был распределён в Морской кадетский корпус. Произведённый в 1797 году в унтер-офицеры, Папахристо плавал два года в Балтийском море и 1 мая 1799 года был произведён в мичманы.
Службу начал на эскадрах, крейсировавших в Балтийском море между Кронштадтом, Стокгольмом, Фридрихсгамом и Роченсальмом, где в 1801 году командовал канонерской лодкой, а в 1803 и 1804 годах находился в кампании на брандвахтенных судах.
В 1805 году Папахристо командовал военным транспортом № 8, на котором перешёл из Ревеля в Кронштадт. Затем, в 1806 году на корабле «Сильный» в отряде капитан-командора Игнатьева перешёл из Кронштадта на остров Корфу и в эскадре вице-адмирала Сенявина плавал в Адриатическом море. Произведённый 11 января в чин лейтенанта, Папахристо в 1807 году на фрегате «Армения» вернулся из Которского залива на Корфу, откуда на бриге «Феникс» в Триест и на том же бриге в Венецию, где и оставался до 1810 года. По передаче брига французскому флоту он отправился вместе с командой сухим путём из Неаполя в Николаев.
С 1811 по 1815 год Папахристо крейсировал на бриге «Евлампий» и корабле «Лесной» в Чёрном море у абхазских и румелийских берегов и был в кампании на Севастопольском рейде на линейном корабле «12 Апостолов». Командовал в 1816 году полакром «Экспедицион» у берегов Мингрелии и по 1821 год, уже в чине капитан-лейтенанта (произведён в 1 марта 1817 года), крейсировал ежегодно в Чёрном море, причём у Кавказского побережья имел перестрелки с горцами.
С 1821 по 1825 год командовал бригом «Орфей», плавал с гардемаринами и штурманскими учениками по портам Чёрного моря, а в следующие четыре года на том же бриге был в крейсерстве у абхазских берегов и при практической эскадре. 13 февраля 1823 года за проведение 18 полугодовых морских кампаний Папахристо был награждён орденом св. Георгия 4-й степени (№ 3689 по кавалерскому списку Григоровича — Степанова).
15 августа 1825 года был произведен в чин капитана 2-го ранга, а в 1826 году назначен был командиром 35-го флотского экипажа в Николаеве и вновь строившегося там же корабля «Императрица Мария», который затем привёл в Севастополь.
В августе 1828 года, командуя тем же кораблем, участвовал в действиях во время осады Варны, куда доставил сухопутный десант в 920 солдат и офицеров. 2 октября 1828 года Папахристо перешёл на том же корабле с императором Николаем I из Варны в Одессу, выдержав на пути сильный шторм; в продолжение 48 часов, привязанный к мачте, Папахристо не покидал своего поста, и когда император приказал ему пристать к берегу, то он в почтительной форме, но решительно, отказался от исполнения приказания, чему государь не противоречил. 8 октября он был за отличие награждён орденом св. Анны 2-й степени.
В декабре того же года Папахристо присоединился со своим кораблем к флоту адмирала А. С. Грейга. 1 января 1829 года был произведён в капитаны 1-го ранга и в том же году, командуя тем же кораблем, в составе крейсировавшей у турецких берегов эскадры контр-адмиралов М. Н. Кумани и И. И. Стожевского, находился при взятии Инады, Мидии и Сизополя; 20 марта 1829 года за взятие последнего награждён золотой саблей с надписью «За храбрость».
В 1830 году Папахристо перевозил из Болгарии войска и грузы в Крым и Одессу, в 1831 и 1832 годах находился в Севастополе. В 1833 году, командуя тем же кораблем, перешёл в составе Босфорской экспедиции из Севастополя в Константинопольский пролив на Буюкдерский рейд, откуда с десантными войсками графа Н. Н. Муравьёва возвратился в Феодосию. В память пребывания в Константинополе российских вспомогательных войск он получил от турецкого султана золотую медаль. На том же корабле находился в 1834 году в практическом крейсерстве по Чёрному морю.
6 апреля 1835 года Папахристо произведён в контр-адмиралы и назначен командиром 1-й бригады 2-й флотской дивизии в Балтийском море. В 1836 году Папахристо был в крейсерстве с флотом адмирала Р. В. Кроуна и зимовал с своим отрядом в Свеаборге. До 1843 года ежегодно крейсировал по Балтийскому морю, имея свой флаг попеременно на кораблях: «Иезекиил», «Император Александр I», «Императрица Александра» и «Гангут».
6 декабря 1840 год Папахристо был награждён орденом святого Станислава 1-й степени, а 6 декабря 1843 года произведён в вице-адмиралы и назначен членом Морского генерал-аудиториата.
Умер скоропостижно 16 (28) февраля 1848 года при выходе из Зимнего дворца после большого придворного бала. Император Николай I, узнав о случившемся, сам сошёл вниз и отдавал приказания. 19 февраля, в день погребения (на Смоленском кладбище), государь шел за гробом из Адмиралтейской церкви до Исаакиевского моста.